# Холи Хил (Флорида)
Холи Хил (енгл. Holly Hill) град је у америчкој савезној држави Флорида. По попису становништва из 2010. у њему је живело 11.659 становника.

## Демографија
Према попису становништва из 2010. у граду је живело 11.659 становника, што је 460 (3,8%) становника мање него 2000. године.
| Група             | 2000.          | 2010.         |
| Белци             | 10.282 (84,8%) | 8.727 (74,9%) |
| Афроамериканци    | 1.087 (9,0%)   | 1.771 (15,2%) |
| Азијати           | 121 (1,0%)     | 109 (0,9%)    |
| Хиспаноамериканци | 447 (3,7%)     | 788 (6,8%)    |
| Укупно            | 12.119         | 11.659        |